# Головко Мирослав Федорович
Мирослав Федорович Головко (29 жовтня 1943, село Черніїв Тисменицький район Станіславська область) — український вчений у галузі фізики рідкого стану, член-кореспондент Національної академії наук України (2003), доктор фізико-математичних наук (1981), професор.

## Біографія
Середню школу Мирослав Головко закінчує у 1960 році і в цьому ж році вступає в Івано-Франківський педагогічний інститут. Після закінчення педагогічного інституту в 1965 році він вирішує продовжувати навчання і вступає в аспірантуру на кафедрі теоретичної фізики фізичного факультету Львівського державного університету імені Івана Франка. Завданням наукової роботи М. Головка в той час було узагальнення методу колективних змінних, запропонованого Ігорем Юхновським, до опису властивостей системи частинок із складною електростатичною структурою та застосування його до вивчення властивостей розчинів електролітів. Після кількох років інтенсивної роботи ним була запропонована статистико-механічна теорія розчинів електролітів, в якій було рівноправно враховано взаємодію між усіма частинками системи. Теорія була успішно застосована для опису властивостей ряду водних розчинів електролітів, зокрема NaCl, CaCl2 та інших. У 1970 році М. Головко успішно захищає кандидатську дисертацію на тему «До статистичної теорії рівноважних систем заряджених частинок складної електростатичної структури».
М. Головком запропонована теорія, яка зараз є відомою під назвою «оптимізованої кластерної теорії» (ОКТ). Теорія представлена кластерним розвиненням, що будується на екранованому (перенормованому) потенціалі взаємодії, який отримується із розв'язку далекосяжної частини задачі у середньо-сферичному наближенні (ССН).
ОКТ була застосована для дослідження властивостей великої сукупності об'єктів. Рівноправне врахування взаємодій між усіма частинками розчину дозволило провести кількісне дослідження ефектів іонної сольватації та вивчити їх залежність від концентрації іонів і властивостей розчинника. Значний прогрес було отримано при узагальненні ОКТ в рамках атом-атомного формалізму. Таке узагальнення дозволило провести детальні дослідження ефектів форми молекул та розподілу заряду в ній. Ефективне комбінування ОКТ та методів комп'ютерного моделювання дозволило М. Головкові та його учням отримати ряд нових і цікавих результатів для діелектричних властивостей води та її розчинів. Окрім того, було передбачено існування максимуму на структурному факторі для води в області малих довжин хвиль і відзначено його зв'язок із експериментально спостережуваними аномаліями при поширенні звукових хвиль. Статистико-механічні методи, розвинуті М. Головком, використовувалися також для опису сольових та метало-сольових розплавів. При цьому було отримано хороший збіг теоретичних та експериментальних результатів для структурних факторів системи.
Важливий вклад було зроблено М. Головком у дослідженні поверхневих явищ. Використовуючи мікроскопічний підхід, у якому всі частинки системи розглядаються рівноправно, проведено детальне дослідження структури міжфазної області між поверхнею та розчином електроліту. Разом із своїми учнями М. Головко отримав точний розв'язок рівняння Шредінгера для воднеподібного атома поблизу непроникної поверхні. Пізніше цей розв'язок був використаний при дослідженні енергетичних рівнів та вивченні характеру водневого зв'язку поблизу твердої стінки.
Цикл досліджень, які виконувалися з 1970 року, було підсумовано у вигляді докторської дисертації на тему «Статистична теорія змішаних іонно-молекулярних систем», яку М. Головко з успіхом захищає у 1981 році в Інституті теоретичної фізики АН УРСР.
Узагальнення та модифікація багатогустинного формалізму дали можливість М. Головкові та його учням створити надійний фундамент для дослідження іонної асоціації у розчинах електролітів. Ці результати були опубліковані в серії статей, в яких, зокрема, була розв'язана проблема опису сильно асоціюючого розчину 2-2 електроліту та розчину сильно асиметричного електроліту. Дещо пізніше ця теорія була використана для пояснення аномальної температурної залежності ємності подвійного електричного шару, для дослідження електролітичних ефектів у внутрішньомолекулярних реакціях з переносом електрону та для дослідження термодинамічних і транспортних властивостей розчинів електролітів у слабо полярному розчиннику. Нещодавно М. Головко та його учні отримали ряд важливих та цікавих результатів при дослідженні ефектів катіонного гідролізу у водних розчинах електролітів високої валентності.
Суттєвий успіх при дослідженні макромолекулярних та складних рідин у молекулярному підході був досягнутий за рахунок узагальнення та застосування багатогустинного варіанту термодинамічної теорії збурень. Відповідний варіант послідовної багатогустинної теорії інтегральних рівнянь для опису макромолекулярних та складних рідин був запропонований М. Головком та його учнями. Завдяки фундаментальному характеру цього формалізму він був застосований до надзвичайно широкого класу систем, починаючи від димеризаційної моделі рідини — до рідини, у якій може утворюватись просторова сітка зв'язків, від рідин з ланцюговими молекулами — до міцелярних систем та рідин в пористому середовищі. Разом зі своїми співробітниками професор М. Головко запропонував просту та доступну для аналітичного опису модель обернених міцел, яка була успішно застосована при інтерпретації експериментальних даних по вивченню впливу наявності протеїну на структурні, перколяційні та термодинамічні властивості міцелярного розчину.
Впродовж більш ніж трьох десятиліть своєї наукової діяльності Мирослав Федорович Головко опублікував понад 400 наукових праць. Серед його співавторів — науковці багатьох країн, зокрема США, Німеччини, Франції, Росії, Іспанії, Словенії та Японії. Професор М. Головко керував роботою багатьох студентів та аспірантів, значна частина яких зараз успішно працює в науці у багатьох відомих наукових центрах України та всього світу. Серед його учнів 15 кандидатів та 2 доктори наук.
Протягом багатьох років професор М. Головко є одним з ініціаторів та організаторів проведення міжнародних та вітчизняних шкіл, конференцій, симпозіумів. Він активно займається науково-організаційною роботою. Довгий час він був членом Бюро координаційної ради Українського фізичного товариства, членом редколегії «Українського фізичного журналу». Зараз активно працює в редколегії журналу «Condensed Matter Physics», є заступником голови Наукової Ради з фізики рідкого стану при Президії НАН України та членом Європейської групи з дослідження молекулярних рідин (EMLG). За видатні наукові та науково-організаційні досягнення професора Головка у 2003 році обрано членом-кореспондентом Національної академії наук України за спеціальністю «Фізика м'якої речовини».
Репутацію провідного спеціаліста світового рівня професор М. Головко отримав завдяки фундаментальним працям із статистичної фізики рідин та розчинів, колоїдних систем та мікроемульсій, поверхневих явищ. Запропоновані М. Головком та його учнями методи дозволили українським вченим вийти на передові позиції в дослідженні таких об'єктів, як асоціативні та хімічно-реагуючі рідини, водні та неводні розчини електролітів та поліелектролітів, сольові та металосольові розплави, полімерні та сіткоутворюючі рідини, колоїдні та міцелярні системи, мікроемульсії, рідини у пористих середовищах тощо.